# Ommatius catus
Ommatius catus là một loài ruồi trong họ Asilidae. Ommatius catus được Scarbrough & Constantino miêu tả năm 2005. Loài này phân bố ở miền Ấn Độ - Mã Lai.